# 전주곤지중학교
전주곤지중학교(全州坤芝中學校)는 대한민국 전북특별자치도 전주시 완산구 동완산동에 있는 공립 중학교이다.

## 학교 연혁
- 1999년 11월 22일 : 전주곤지중학교 설립인가
- 2005년 3월 1일 : 전주곤지중학교 개교 (1학년 남,여 4학급)
- 2005년 3월 1일 : 초대 성하익 교장 취임
- 2008년 2월 5일 : 제1회 졸업(129명)
- 2023년 3월 1일 : 제8대 문심교 교장 취임
- 2024년 1월 8일 : 제17회 졸업(18명) 총 1,130명 졸업

## 참고 자료
- 전주곤지중학교 - 한국교육학술정보원 학교알리미